# ريان سميث (سياسي أمريكي)
ريان سميث (بالإنجليزية: Ryan Smith)‏ هو سياسي أمريكي، ولد في 14 يوليو 1972 بغاليبوليس في الولايات المتحدة. حزبياً، نشط في الحزب الجمهوري. وقد انتخب عضو مجلس نواب أوهايو.